# Hugin (software)
 For alternative betydninger, se Hugin. (Se også artikler, som begynder med Hugin)
Hugin er et cross-platform open source panorama foto stitching og HDR sammensættende program udviklet af Pablo D'Angelo med flere. Stitching opnås ved at bruge flere overlappende fotos taget fra samme sted, og ved hjælp af kontrolpunkter tilpasse og ændre de billeder, så de kan blive blandet sammen til et større billede.

## Funktioner
Hugin og de dertil hørende værktøjer kan bruges til følgende:
- Kombinere overlappende billeder til panorama-fotografi
- Korrigere panoramabilleder, der fx er "bølget" på grund af et dårligt stabiliseret kamera
- Sammensætte store mosaikker af billeder og fotografier, fx af lange vægge eller store mikroskopi-prøver
- Finde kontrolpunkter og optimere parametre ved hjælp af software assistenter/guider
- Lave et output i flere formater, så som cylinder, kube eller kugle
- Udføre avancerede fotometriske korrektioner og HDR sammensætninger